# Aces 'N' Eights
Aces 'N' Eights é um telefilme de 2008 do gênero faroeste dirigido por Craig R. Baxley.

## Elenco
| Ator               | Papel                          |
| ------------------ | ------------------------------ |
| Casper Van Dien    | Luke Rivers                    |
| Bruce Boxleitner   | D.C. Cracker                   |
| Ernest Borgnine    | Thurmond Prescott              |
| Jeff Kober         | Tate                           |
| Jack Noseworthy    | Jess Riley                     |
| William Atherton   | Howard                         |
| Jake Thomas        | Noah                           |
| Rodney Scott       | Monty                          |
| Deirdre Quinn      | Jo Tanner                      |
| Victoria Chalaya   |                                |
| Gregory J. Barnett |                                |
| Jeffrey G. Barnett |                                |
| Michael H. Barnett | Filho adolescente              |
| Judi Barton        |                                |
| Melissa Bickerton  |                                |
| Alan Fudge         | prefeito Donald L. Butterfield |
| Kanin Howell       |                                |
| George LePorte     | Ned Taylor                     |
| Jayden Lund        |                                |
| Ron Roggé          |                                |
| Jared Ward         | Sid                            |
| Emily Warfield     | Mãe Sally                      |
| Marissa Welsh      | Agnes                          |
| Dano Wilberger     | Garoto                         |
| Deborah Ann Woll   | Mulher Apavorada               |